# Thomas Bishop (Triathlet)
Thomas Bishop (* 9. Juli 1991 in Derby) ist ein britischer Duathlet und Triathlet. Er wird geführt in der Bestenliste britischer Triathleten auf der Ironman-Distanz.

## Werdegang
2010 wurde Thomas Bishop Vize-Weltmeister Triathlon bei den Junioren. 2011 und erneut 2012 wurde er Dritter bei der U23-Weltmeisterschaft. Mit dem für das Vereinigte Königreich startende Team wurde er im Mai 2016 in Portugal Europameister Triathlon Mixed Relay.
2018 wurde er Nationaler Meister Triathlon im Rennen der ITU World Championship Series 2018 in Leeds.
Im Juli 2024 wurde der 32-Jährige Zweiter bei seinem ersten Start auf der Ironman-Distanz (3,8 km Schwimmen, 180 km Radfahren und 42,2 km Laufen) bei der Challenge Roth hinter Magnus Ditlev.
Er wird am British Triathlon Centre in Leeds trainiert von Jack Maitland und Malcolm Brown.

### Privates
Thomas Bishop studierte bis 2013 an der University of Leeds. Auch sein Zwillingsbruder David ist als Triathlet aktiv.

## Auszeichnungen
- British Triathlon Male Junior Triathlete of the Year, November 2010

## Sportliche Erfolge
| Datum/Jahr    | Rang | Wettbewerb                                      | Austragungsort    | Zeit     | Bemerkung                                                                                   |
| ------------- | ---- | ----------------------------------------------- | ----------------- | -------- | ------------------------------------------------------------------------------------------- |
| 22. Juni 2025 | 3    | Ironman 70.3 Westfriesland                      | Provinz Friesland | 03:45:55 |                                                                                             |
| 21. Apr. 2024 | 3    | Ironman 70.3 Philippines                        | Lapu-Lapu         |          | hinter dem Südafrikaner Henri Schoeman                                                      |
| 24. März 2024 | 2    | Ironman 70.3 Geelong                            | Geelong           |          |                                                                                             |
| 2. Juli 2023  | 2    | Challenge Walchsee-Kaiserwinkl                  | Walchsee          |          | [ 2 ]                                                                                       |
| 7. Aug. 2022  | 3    | Ironman 70.3 Swansea                            | Swansea           |          | bei der Erstaustragung hinter Alistair Brownlee                                             |
| 9. Juni 2018  | 1    | GBR Triathlon National Championships            | Leeds             |          | Nationaler Meister im Rennen der ITU World Championship Series 2018                         |
| 14. Aug. 2016 | 3    | GBR Sprint Triathlon National Championships     | Liverpool         | 00:55:23 | hinter Adam Bowden                                                                          |
| 29. Mai 2016  | 1    | ETU Triathlon European Championship Mixed Relay | Lissabon          |          | Europameister im Mixed Relay: Gemischte Staffel, mit Lucy Hall, India Lee und Grant Sheldon |
| 26. Juli 2015 | 3    | GBR Sprint Triathlon National Championships     | Liverpool         | 00:55:23 |                                                                                             |
| 20. Okt. 2012 | 3    | ITU Triathlon World Championship U23            | Auckland          |          | Dritter bei der Triathlon-Weltmeisterschaft in der Klasse U23                               |
| 23. Sep. 2012 | 2    | London Triathlon                                | London            |          | Zweiter hinter Adam Bowden                                                                  |
| 13. Sep. 2011 | 3    | ITU Triathlon World Championship U23            | Peking            |          | Dritter bei der Triathlon-Weltmeisterschaft in der Klasse U23                               |
| 8. Sep. 2010  | 2    | ITU Triathlon World Championship Junior Men     | Budapest          | 00:52:17 | Vize-Weltmeister Triathlon bei den Junioren                                                 |

| Datum/Jahr   | Rang | Wettbewerb     | Austragungsort | Zeit     | Bemerkung                        |
| ------------ | ---- | -------------- | -------------- | -------- | -------------------------------- |
| 6. Juli 2025 | 17   | Challenge Roth | Roth           | 08:02:53 |                                  |
| 7. Juli 2024 | 2    | Challenge Roth | Roth           |          | erster Start auf der Langdistanz |

(DNF – Did Not Finish)